# Plinia costata
Plinia costata är en myrtenväxtart som beskrevs av Gerda Jane Hillegonda Amshoff. Plinia costata ingår i släktet Plinia och familjen myrtenväxter. Inga underarter finns listade i Catalogue of Life.